# Lobocraspeda stygnota
Lobocraspeda stygnota är en fjärilsart som beskrevs av Louis Beethoven Prout 1923. Lobocraspeda stygnota ingår i släktet Lobocraspeda och familjen mätare. Inga underarter finns listade i Catalogue of Life.